# Образцов Василій Петрович
Образов Василь Петрович (13 жовтня 1924 — 1991) — видатний вчений та судово-ветеринарний експерт, кандидат ветеринарних наук, завідувач кафедри технології продуктів тваринництва та ветеринарно-санітарної експертизи Харківського ветеринарного інституту.

## Біографія
Василь Петрович народився 13 жовтня 1924 році в селі Велика-Яруга Ново-Оскольського району Белгородської області.
У 1939 році закінчив Велико-Яругську середню школу № 1 та продовжив навчання у Ново-Оскольській середній школі № 1, яку закінчив у 1942 році.
У 1943 році був призваний до третьої танкової армії Вороніжського фронту.
З 1943 по 1944 роки працював вчителем Великої-Яругської середньої школи.
З 1944 по 1949 роки навчався  в Харківському ветеринарному інституті за спеціальністю «Ветеринарія», закінчив з відзнакою.
З 1949 по 1950 роки працював молодшим науковим співробітником відділу мікробіології Українського інституту експериментальної ветеринарії (м. Харків).
З 1950 по 1953 роки  навчався в аспірантурі Українського інституту експериментальної ветеринарії.
З 1953 по 1954 роки працював старшим лаборантом відділу патофізіології Українського інституту експериментальної ветеринарії (м. Харків).
З 1954 по 1960 роки працював асистентом з курсу ветсанекспертизи кафедри мікробіології та ветеринарно-санітарної експертизи Харківського ветеринарного інституту.
У 1954 році захистив дисертацію на тему: «О диагностическом и иммунологическом значении реакции гемаглютинации и ее задержки при азиатской чуме птиц», отримав ступінь кандидата ветеринарних наук.
З 1960 по 1962 роки працював асистентом кафедри технології продуктів тваринництва Харківського ветеринарного інституту.
У 1962 році Василю Петровичу присвоєно звання доцента кафедри технології продуктів тваринництва.
У 1973 році проводив судово-ветеринарні експертизи за рішенням судово-слідчих органів за матеріалами судових справ речовими доказами.
У 1979 році Василя Петровича було обрано на посаду завідувача кафедри технології продуктів тваринництва та ветеринарно-санітарної експертизи.
У листопаді 1991 року у зв'язку з інвалідністю І групи був звільнений із посади завідувача кафедри.
Похований на цвинтарі Зооветеринарної академії, Мала Данилівка

## Праці
Василем Петровичем було опубліковано 51 наукові праці: дисертація та автореферат з вірусології, 24- з ветеринарно-санітарної та судової ветеринарної експертизи з них 3 підручники, 16 статей - з мікробіології.

## Відзнаки та нагороди
- медаль «За победу над Германией»;
- медаль «За отвагу»;
- медаль «20 лет победы над фашисткой Германией»;
- медаль «50 лет вооруженных сил СССР»;
- медаль «25 лет победы в войне 1941—1945 гг.»;
- медаль «За доблестный труд в ознаменование 100 летия со дня рождения В. И. Ленина»;
- медаль «30 лет победы в великой отечественной войне 1941—1945 гг.».